# Стафілокок
Стафілокок (Staphylococcus, від грец. staphyle — «кетяг винограду» і coccos — «гранула») — рід грам-позитивних бактерій. Під мікроскопом вони мають сферичну форму (коки) і формують виноградоподібні кластери. Рід Staphylococcus включає понад сто відомих видів. Більшість з них непатогенні та є компонентами нормальної флори шкіри і слизових оболонок людини та інших організмів або компонентами мікробної флори ґрунту. Представників роду знаходять у всьому світі.
Одним із найбільш патогенних стафілококів є золотистий стафілокок, який викликає гнійні зараження у людини, а саме абсцес, Флегмона, пневмонію, бактеріємію, імпетиго, фурункульоз, карбункули — та багато інших гнійних захворювань.

## Епідеміологія
Основним джерелом інфекції є люди, як хворі так і носії. Механізми передачі: основний — повітряно-краплинний, менше значення мають контактно-побутовий та фекально-оральний. Стафілококові інфекції також можуть розвиватися як ендогенна інфекція, тобто та, яка присутня в організмі, оскільки стафілокок входить в умовно патогенну мікрофлору людини.

## Морфологія
Стафілококи мають геометрично правильну кулясту форму (видно на малюнку справа) клітини діаметром 0,5 — 1,5 мкм, не утворюють спор, деякі види утворюють капсулу, нерухливі, грам-позитивні[джерело?]. До складу клітинної стінки входять пептидоглікан (муреїн) і тейхоєві кислоти. У препаратах здебільшого розміщуються безладно або у вигляді грона винограду. Стафілококи виділяють протеолітичні й сахаролітичні ферменти. Вони розріджують желатин, викликають зсідання молока, ферментують ряд вуглеводів із виділенням кислоти.

## Культивування
Стафілококи — факультативні анаероби, краще ростуть в аеробних умовах. До живильних середовищ невибагливі, добре культивуються на простих середовищах. Добре ростуть на універсальних живильних середовищах при температурі 35-40 В° С (можливе зростання в інтервалі 6,5-46 В° С), оптимум рН 7,0-7,5. Додавання до живильного середовища глюкози або крові прискорює ріст стафілококів. Характерна властивість більшості штамів — здатність рости в присутності 15 % хлориду натрію або 40 % жовчі[джерело?]. На м'ясо-пептонному агарі колонії правильної круглої форми, опуклі, непрозорі, з гладенькою, блискучою, ніби полірованою поверхнею, забарвлені в золотистий, палевий, білий, лимонно-жовтий колір, залежно від кольору пігменту. На кров'яному агарі колонії оточені зоною гемолізу. У м'ясо-пептонному бульйоні викликають помутніння й осад на дні. У бактеріологічних лабораторіях стафілококи часто культивують на середовищі з 7-10 % хлорид натрію. Таку високу концентрацію солі інші бактерії не витримують. Отже, сольовий агар є селективним середовищем для стафілококів. 

## Шляхи передачі
Джерелом інфекції є люди: хворі і носії. Механізми передачі:
- повітряно-крапельний. Тобто людина вдихає повітря, в якому присутні бактерії. Найчастіше джерелом зараження стають хворі люди, які виділяють бактерії при кашлі, чханні і просто диханні.
- контактно-побутовий. Коли бактерії потрапляють всередину організму через різні предмети побуту або через прямий контакт зі шкірою. Іноді досить скористатися чужим рушником або постільними речами, щоб відбулося інфікування. При цьому бактерія може викликати як запальний процес, так і просто існувати в організмі носія.
- фекально-оральний. При цьому виділення бактерії відбувається при блювоті або випорожненні інфікованого організму. Незаражена людина вживає продукти на яких присутній стафілокок та інфікується. Часто це відбувається при недостатній гігієні, а саме через брудні руки.
- пил. Бактерії мають здатність довгий час пробувати в повітрі і, тим самим, потрапляють у внутрішні дихальні органи.
- медичні інструменти. Інфекція може проникнути всередину здорового організму через неякісно оброблені медичні інструменти. Це відбувається при діагностичних процедурах, наприклад, при бронхоскопії, а також під час хірургічного втручання. Додаткова небезпека полягає в тому, що інструменти можуть бути оброблені звичним способом, але на них присутні бактерії, які виробили стійкість до конкретних методів обробки.[6]

Разом з іншими мікроорганізмами (гонококи, трихомонади, хламідії, мікоплазми і ін.) стафілококи можуть потрапляти в сечостатеві шляхи при статевих контактах, при різних маніпуляціях (уретроскопія, узяття мазка і ін.), а також можуть бути занесені самими хворими, що не дотримують правил гігієни.
Деякі стафілококи — представники нормальної мікробної флори шкіри і слизових оболонок людини. Патогенні мікроорганізми викликають різні піогенні інфекції, у тому числі і сечостатевої системи. Існують «ендемічні» штами, що обумовлюють спалахи внутрішньолікарняної інфекції. У стафілококів порівняно легко розвивається резистентність до багатьох протимікробних препаратів, що створює великі труднощі при лікуванні хворих.

## Зона ризику
- Будь-які хвороби, які призводять до зниження імунних сил людини. Сюди ж можна віднести часті і сильні стреси і нерегулярний сон.
- Загальне переохолодження організму. Ця причина відіграє провідну роль у розвитку запального процесу у верхніх дихальних шляхах. При низьких температурах тіла відбувається уповільнення роботи війок миготливого епітелію, які вистилають слизову оболонку носа. Таким чином, інфекції набагато легше пробратися в організм і спровокувати запальний процес.
- Наявний цукровий діабет і збої в роботі ендокринної системи.
- Шкідливі звички, такі як куріння і часте вживання спиртовмісних напоїв.
- Наявність вірусу імунодефіциту (ВІЛ) або СНІД.
- Хронічні хвороби.
- Вік. Згідно зі статистикою, найбільше до інфікування схильні новонароджені, діти раннього дошкільного віку та люди похилого віку.
- Вірусні інфекції часто передують тому, що хвороба переходить в бактеріальну форму. У більшості випадків це спостерігається при грипі та ГРВІ, коли на тлі падіння імунітету, існуючі в організмі стафілококи, починають проявляти патологічну активність.
- Тривале використання судинозвужувальних крапель, які порушують цілісність слизової носа і сприяють проникненню інфекції.
- Вдихання алергенів і токсичних речовин призводить до травматизації бронхів, що може стати провокуючим фактором у розвитку бактеріального запалення.
- Недостатня гігієна.
- Вживання в їжу заражених продуктів.
- Порушення цілісності слизових оболонок або шкірного покриву.[6]

## Види
Найнебезпечнішими видами стафілокока є стафілокок сапрофітний, епідермальний стафілокок і стафілокок золотистий:
- Сапрофітний стафілокок найчастіше вражає жінок, викликаючи у них запальні захворювання сечового міхура (наприклад цистит) і нирок. Бактерії сапрофітного стафілокока локалізуються в шарах шкіри геніталій і слизовій оболонці сечівника. З усіх видів стафілокока він викликає найменші ураження;
- Епідермальний стафілокок може мешкати на всіх слизових і будь-якій ділянці шкіри людини. При нормальному імунітеті організм справляється з цією бактерією, і вона не викликає будь-яких уражень. Але якщо якимось чином епідермальний стафілокок потрапляє з шкіри в кров людини зі слабким імунітетом (після хірургічної операції), внаслідок зараження крові може розвинутися запалення ендокарда (ендокарди);
- Золотистий стафілокок є найпоширенішим і небезпечним видом. До зараження схильні в рівній мірі дорослі і діти, чоловіки і жінки. Бактерія може вражати будь-які органи, провокуючи запальні захворювання, кількість яких перевищує сотню. Це надзвичайно стійкий і живучий мікроорганізм, що витримує дуже високі температури, вплив прямих сонячних променів, 100 % етилового спирту, перекису водню і ряду антибіотиків. Золотистий стафілокок стає причиною гнійних уражень шкіри (Чиряків, фурункулів, ячменів і ін.). Викликає він також велику кількість небезпечних системних і загальних інфекцій: стафілококовий сепсис, пневмонію, токсичний шок, утворення гнійників в мозку, серці, печінці та нирках, остеомієліт, харчове отруєння і т. д.[6]

## Патогенез
Вхідними воротами служать шкіра, слизові оболонки ротової порожнини, дихальних шляхів і шлунково-кишковий тракт, кон'юнктива повік, пупкова ранка і ін. На місці впровадження стафілокок викликає місцеве запалення з некрозом і нагноєнням. Стафілококи легко проникають в організм людини навіть через дуже дрібні пошкодження шкіри та слизових оболонок і призводять до найрізноманітніших хвороб: перитоніту, Імпетиго, ендокардиту, сепсису — летальність при яких становить 80 %. Патогенез захворювання зумовлюють фактори вірулентності мікроорганізму, стан імунної системи макроорганізму, наявність розвитку гіперчутливості та ін. Функціональна недостатність імунної системи та низький рівень імуноглобуліна А (IgA) у слизовій оболонці верхніх дихальних шляхів зумовлюють тимчасове або постійне стафілококове бактеріоносійство. Кількість бактеріоносійства дедалі збільшується, особливо серед медичних працівників.
При зниженій резистентності організму до патогенного стафілококу під впливом шкідливої дії його токсинів і ферментів збудник, і його токсини, проникають з вогнища інфекції в кров. Настає бактеріємія, розвивається інтоксикація. При генералізованій стафілококовій інфекції можуть уражатися різні органи і тканини (шкіра, легені, шлунково-кишковий тракт, кісткова система і ін.) В результаті генералізації можливий розвиток септицемії, септикопіємії, особливо у новонароджених і дітей перших місяців життя.
У патогенезі харчових токсикоінфекцій основне значення має масивність інфікування, при цьому важливий як ентеротоксин, так і сам стафілокок. У залишках їжі, блювотних масах і випорожненнях хворих зазвичай виявляють патогенний стафілокок у величезних кількостях, іноді в чистій культурі. Однак патологічний процес при харчовій токсикоінфекції обумовлений в основному ентеротоксином, що надійшов з їжею .

## Патогенні види
Стафілококи можуть викликати багато хвороб, зокрема стафілококову інфекцію, у людей та тварин або через виробництво токсину, або через проникнення до організму. Стафілококові токсини — загальна причина харчових отруєнь. Бактерії часто ростуть в харчових продуктах при неналежному зберіганні. Хоча процес кип'ятіння вбиває бактерій, ентеротоксини теплостійкі і легко витримують кип'ятіння протягом кількох хвилин. Стафілококи можуть рости в продуктах з відносно низьким вмістом вологи (наприклад, в сирах і ковбасах).
Один з патогенних видів — Staphylococcus aureus, який може заражати рани. Ці бактерії можуть виживати на сухих поверхнях, збільшуючи можливість передачі. З представників цього типу, метицилін-стійкий Staphylococcus aureus (MRSA) недавно став головною причиною набутих у лікарнях інфекцій і знаходиться зі збільшеною частотою серед побутових інфекцій. S. aureus також є одним з факторів, що викликають отруйний шоковий синдром. Протягом 1980-х деякі тампони дозволяли швидке зростання S. aureus, який випускав токсини, що проникали до кровотоку. Будь-яка інфекція S. aureus викликає стафілококовий синдром обвареної шкіри, реакцію шкіри на екзотоксини, що потрапили до кровотоку. Також він може викликати зараження крові, так звану піемію.
Позитивні на коагулазу стафілококи, що іноді заражають шкіру домашніх собак і кішок, — Staphylococcus intermedius. Цей вид інколи, хоча й нечасто, викликає інфекції людини, звичайно у формі зоонозу.
S. epidermidis — негативний на коагулазу вид — типовий коменсал шкіри, але може викликати гострі інфекції при пригніченні імунітету.
S. saprophyticus — ще один негативний на коагулазу вид — є частою причиною інфекцій сечостатевої системи сексуально активних молодих жінок.
Останніми роками декілька інших видів стафілококів були знайденими в людських інфекціях, наприклад S. lugdunensis, S. schleiferi і S. caprae.
Інфекцію Staphylococcus часто знаходять на кінчиках пальців, найчастіше на вказівному та великому пальцях. Ця інфекція відома як панарицій. Як і інші стафілококові інфекції, вона дуже болюча і може бути вилікувана антибіотиками.

## Захворювання
Стафілококи найчастіше викликають гнійно-запальні захворювання, які локалізуються у шкірі, підшкірній основі, слизових оболонках, лімфатичних шляхах, кістках тощо. Викликають:
- Фурункул — гнійне запалення волосяного мішечка та сальної залози;
- Карбункул — гнійне запалення глибоких шарів шкіри та підшкірної основи;
- Фолікуліт — гнійне запалення волосяних мішечків;
- Мастит — запалення грудної залози
- Флегмона — гнійне запалення клітковини без чітких меж
- Абсцес — обмежене накопичення гною в тканинах та органах;
- Лімфаденіт — запалення лімфатичних вузлів;
- Піодермія — гнійне запалення шкіри;
- Бронхіт — запалення бронхів;
- Пневмонія — запалення легень;
- Плеврит — запалення плеври;
- Отит — запалення зовнішнього і/або середнього вуха;
- Ангіна — запалення миглаликів;
- Гайморит — запалення слизових оболонок гайморової пазухи;
- Гнійний менінгіт — гнійне запалення оболон головного та спинного мозку;
- Ендокардит — запалення внутрішньої оболонки серця, часто з ураженням серцевих клапанів;
- Остеомієліт — запалення кістки та кісткового мозку;
- Ентероколіт — запалення товстої та тонкої кишок;
- Панарицій — гнійне запалення тканин пальців;
- Пієліт — гнійне запалення ниркових мисок;
- Перитоніт — запалення очеревини.

Стафілококи здатні викликати вторинні і змішані інфекції або внутрішньолікарняні інфекції. У пологових будинках вони можуть призвести до розвитку сепсису у породіль та новонароджених. У хірургічних, опікових відділеннях — до гнійних ускладнень ран. ВЛІ частіше спричиняють штами стафілококів, які стійкі до багатьох лікарських засобів.
Харчові інфекції спричиняють стафілококи, які розмножуються в харчових продуктах і накопичують у них ентеротоксини. Ці інфекції проходять із нудотою, діареєю, блюванням, болем у підчеревній ділянці (в лобковій ділянці) живота, підвищенням температури тіла. Видужання приходить приблизно через 1 добу після прояву симптомів. Особливо набезпечними для зараження є забруднені молочні продукти (молоко, сир, сметана, морозиво), а також тістечка та випічка.
Стафілококові захворювання мають схильність до хронічного перебігу, а також до рецидивів.

## Резистентність
Стафілококи стійкі в навколишньому середовищі, тому їх постійно виявляють у повітрі, ґрунті, воді, на предметах побуту. Стафілококи є санітарно-показниковою мікрофлорою в лікувальних установах. Серед аспорогенних бактерій, поряд із мікобактеріями, стафілококи найстійкіші до висушування, місцями зберігають життєздатність і вірулентність у висушеному аерозолі. Пряме сонячне світло діє згубно на них протягом 10 — 12 год, сухий жар — 110 °C — протягом 2 год, 150 °C — протягом 10 хв.

## Імунітет
Більшість людей мають природну резистентість до стафілокока, зумовлену анатомо-фізіологічними факторами і фагоцитозом. Постінфекційний імунітет формується завдяки накопиченню анатоксинів, антибактеріальних антитіл, сенсибілізованих лімфоцитів, підвищенню активності фагоцитів. Але він несприятливий і нетривалий, що пояснюється наявністю в людей стафілококів перехреснореагуючих антигенів, що зумовлює стан імунологічної толерантності до збудників та його токсинів.

## Лікування
Для лікування стафілококових інфекцій застосовують різні антибіотики, наприклад пеніциліни та його похідні: амоксицилін, ампіокс; цефалоспорини: цефазолін; ванкоміцини, карбапенеми та ін. При тяжких і хронічких перебігах застосовують специфічну імунотерапію: автовакцини, анатоксини, антистафілококовий імуноглобулін (людський), стафілококову плазму. Також застосовують фаги.

## Профілактика
Попередження виникнення та розповсюдження стафілококових інфекцій спрямовано на виявлення й лікування носіїв золотистих стафілококів особливо серед медичного персоналу пологових будинків, хірургічних та дитячих відділень лікарень. Необхідно чітко витримувати суворий санітарний режим роботи в лікарняних закладах, систематично проводити дезинфекцію. Для профілактики стафілококових інфекцій у пологових будинках важливе значення має раціональний режим стерилізації, пастеризації та збереження грудного молока. На промислових підприємствах для профілактики нагноєнь при мікротравмах застосовують захисні мазі та пасти. З метою підвищення протистафілококового імунітету практикують проведення імунізації стафілококовим анатоксином осіб, у яких часто виникають травми і мікротравми. При лікуванні гострих стафілококових захворювань призначають сульфаніламідні та нітрофуранові препарати, мірамістин. Вибір препаратів залежить від результатів визначення чутливості до них виділеної культури.
З метою підвищення резистентності (стійкості) організму необхідно проводити заходи, спрямовані на зміцнення організму: повноцінне харчування, раціональний режим праці і відпочинку, загартовування.
Для специфічної профілактики використовують бактеріофаг стафілококовий рідкий для оброблення свіжих інфікованих ран, який також вводять перорально, ректально, через дренаж.